# Ossengang
Een ossengang is de weg die om een wierde, aan de voet hiervan is gelegen.
Nog maar weinig wierden hebben echter nog een ossengang. De bekendste is die van Leermens. Als van iemand (in het Gronings) wordt gezegd, dat hij "om Leermens is gekomen", betekent dat, dat hij veel weet, de zaken van alle kanten heeft bekeken.
Enkele dorpen met een intacte ossengang:
- Biessum: de Ossenweg
- Groot Maarslag
- Kantens: de Pastorieweg
- Leermens: de Rondweg en de Tuindersweg
- Obergum
- Tinallinge: de Gruysweg, de Tjarda van Starkenborghweg, de Vennenweg